# Fevicol Se
Fevicol Se è un brano musicale del film di Bollywood Dabangg 2, cantato da Mamta Sharma e Wajid Ali, con musiche di Sajid-Wajid e testi di Ashraf Ali, pubblicato il 15 novembre 2012.